# L'home de bronze (escultura)
L'home de bronze és una escultura situada al mirador del parc de Catalunya de Sabadell, en homenatge a l'alcalde Antoni Farrés. Inaugurada l'11 de febrer del 2011, és obra d'Agustí Puig. Feta en bronze, ateny 4,20 m d'alcària. Està col·locada sobre una peana de formigó blanc, obra de l'arquitecte Manuel Larrosa. L'escultura va ser possible gràcies a la Comissió Espai Antoni Farrés i Sabater, formada per la Fundació Bosch i Cardellach, representants de la família i dels amics i l'Ajuntament de Sabadell.
Al parc hi ha altres escultures, com una d’Antoni Marquès, diferents plaques i motius commemoratius –a Lluís Companys i a Ernest Lluch–, com també l’A de Barca de Joan Brossa.